# رفتارگرایی روان‌شناختی
رفتارگرایی روان‌شناختی (به انگلیسی: Psychological behaviorism) شکلی از رفتارگرایی است — نظریه‌ای عمده در روان‌شناسی که معتقد است عموماً رفتارهای انسانی آموخته می‌شوند — که توسط آرتور دبلیو استاتز پیشنهاد شده‌است. این نظریه برای پیشرفت از اصول اولیه یادگیری جانوران برای مقابله با انواع رفتارهای انسانی، از جمله شخصیت، فرهنگ و تکامل انسان ساخته شده‌است. رفتارگرایی نخستین بار توسط جان بی واتسون (۱۹۱۲) که اصطلاح «رفتارگرایی» را ابداع کرد، و سپس بی‌اف اسکینر که به عنوان «رفتارگرایی رادیکال» شناخته می‌شود، گسترش یافت. واتسون و اسکینر این ایده را رد کردند که داده‌های روان‌شناختی را می‌توان از طریق درون‌نگری یا تلاش برای توصیف آگاهی به دست آورد. تمام داده‌های روان‌شناختی، به نظر آنها، باید از دیدن رفتار بیرونی به دست می‌آمد. راهبرد این رفتارگرایان این بود که پس از آن باید از اصول یادگیری جانوران برای توضیح رفتار انسان استفاده کرد؛ بنابراین، رفتارگرایی آنها بر اساس پژوهش‌ها با جانوران بود.